# Shelton Jones
Pour les articles homonymes, voir Jones.
Shelton Jones (né le 6 avril 1966, à Copiague, New York) est un ancien joueur américain de basket-ball sélectionné par les Spurs de San Antonio au 2e tour (27e choix) de la draft 1988 à sa sortie de l'université Saint John. Jones joua une seule année en NBA lors de la saison 1988-1989, passant la saison entre les Spurs, les Warriors de Golden State et les 76ers de Philadelphie. Il joua par la suite en Italie, à la Virtus Roma.